# Exploze I
Exploze I je malá kamenná skulptura v parku Na Solidaritě v městské části Strašnice v Praze 10 v geomorfologickém celku Pražská plošina.

## Historie a popis díla
Exploze I je abstraktním dílem českého akademického sochaře Eliáše Dolejšího (*1982) z roku 2016. Skládá se ze 3 druhů kamenů (žula, pískovec a křemen) a představuje „explozi“. Dílo vzniklo ve spojení s projektem Vzlety Valeriána Karouška, který připravilo Divadlo X10 v roce 2016 ve Strašnickém divadle. Netradiční site specific představení Vzlety Valeriána Karouška, se odehrávalo venku na několika místech (od Strašnického divadla až k památníku československé horolezecké výpravy - památník horolezců zahynulých v Peru), je inspirované dílem a životem horolezce a sochaře Valeriána Karouška, který společně s dalšími 13 horolezci zahynul v 1970 pod lavinou při výstupu na horu Huascarán v Peru. Výběr sochy pochází z výzvy dané studentům - mladým umělcům ze sochařských ateliérů Akademie výtvarných umění v Praze a vycházela z reakcí na témata tvorby Valeriána Karouška. Z této výzvy vznikla také nedaleká malá betonová plastika Krychle III od Martina Bobka.

## Další informace
Dílo je celoročně volně přístupné.

## Galerie

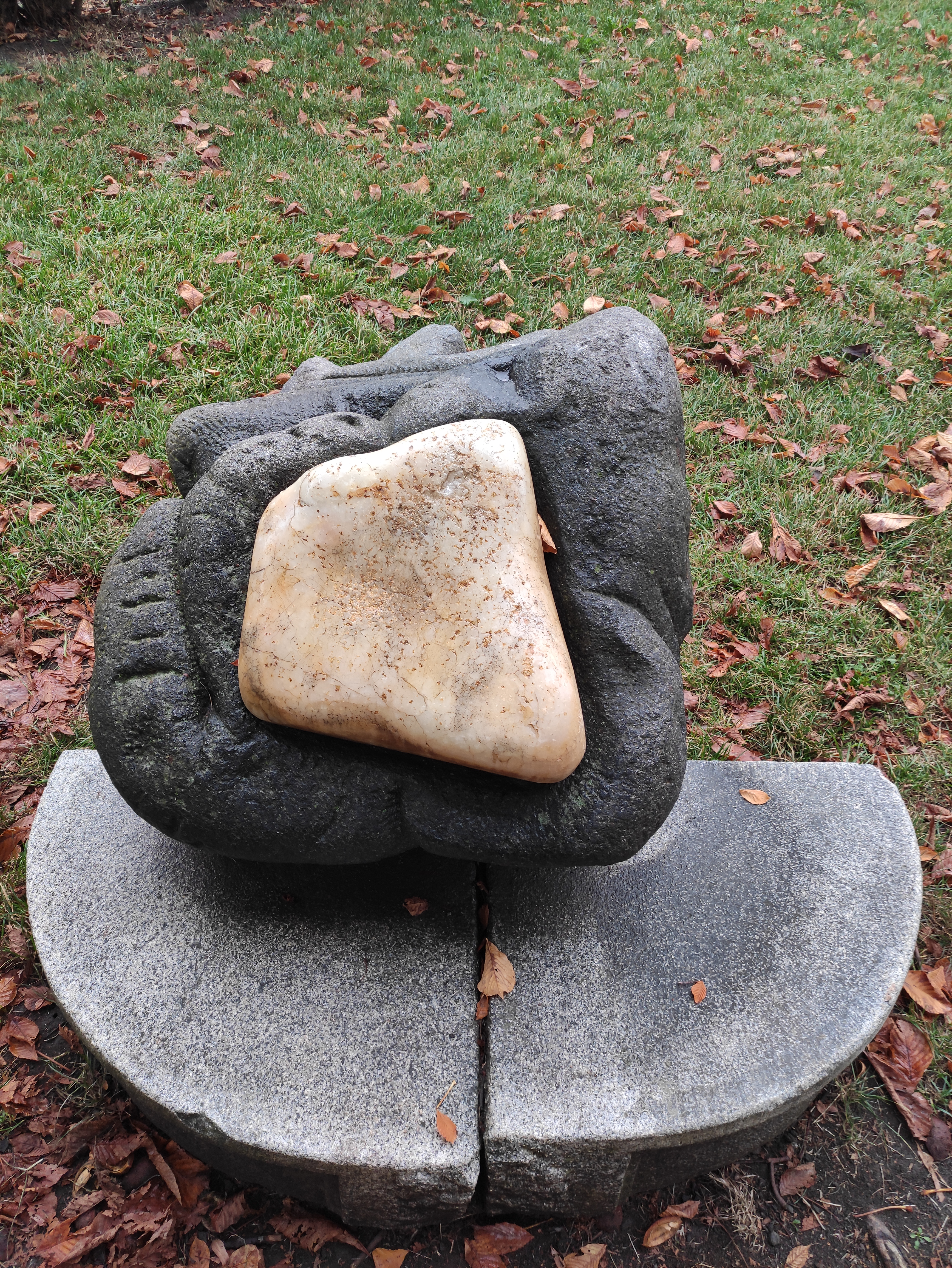
Horní pohled na dílo
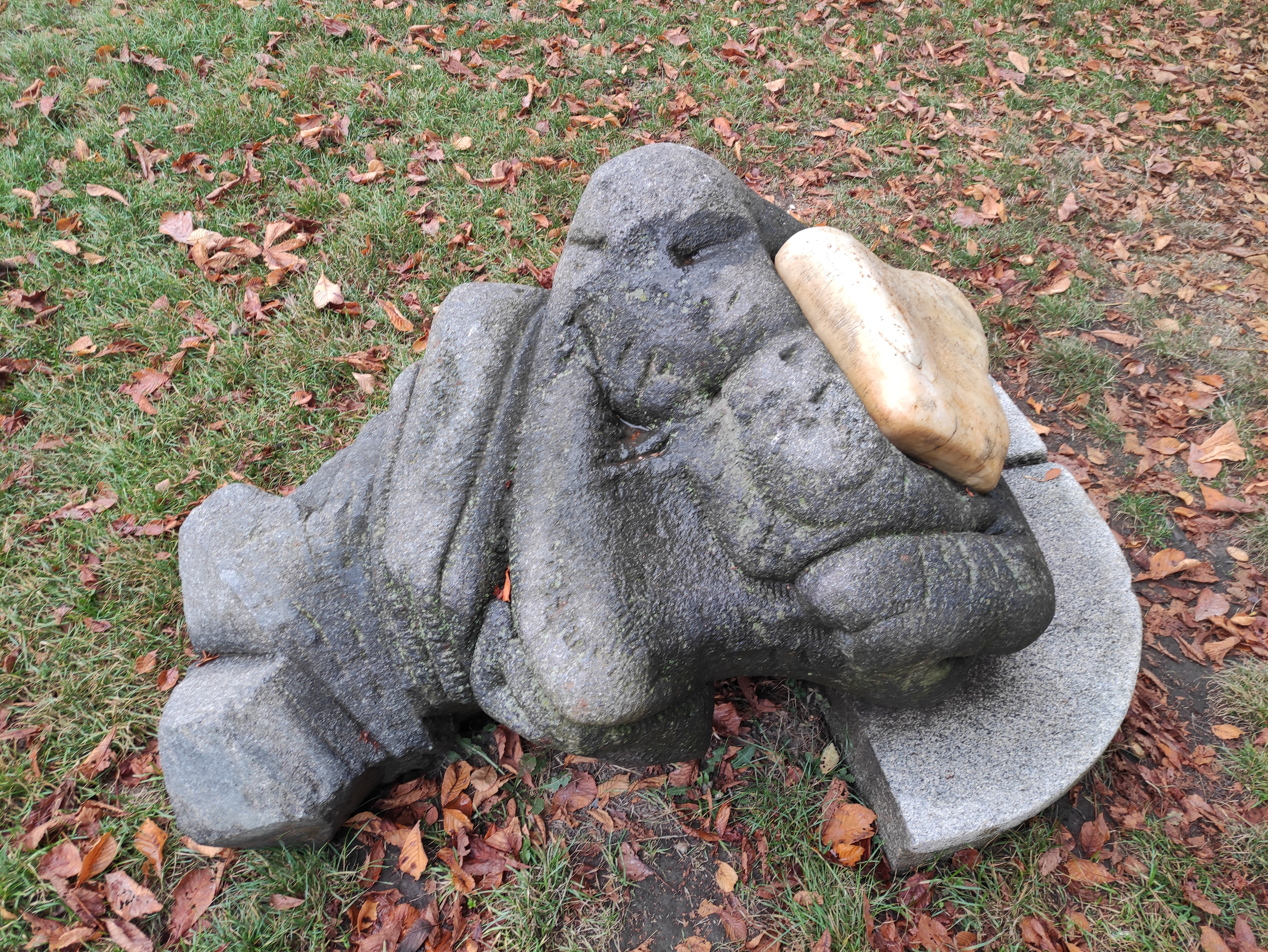
Šikmý pohled na dílo